# Svjatoslav Mychajljuk

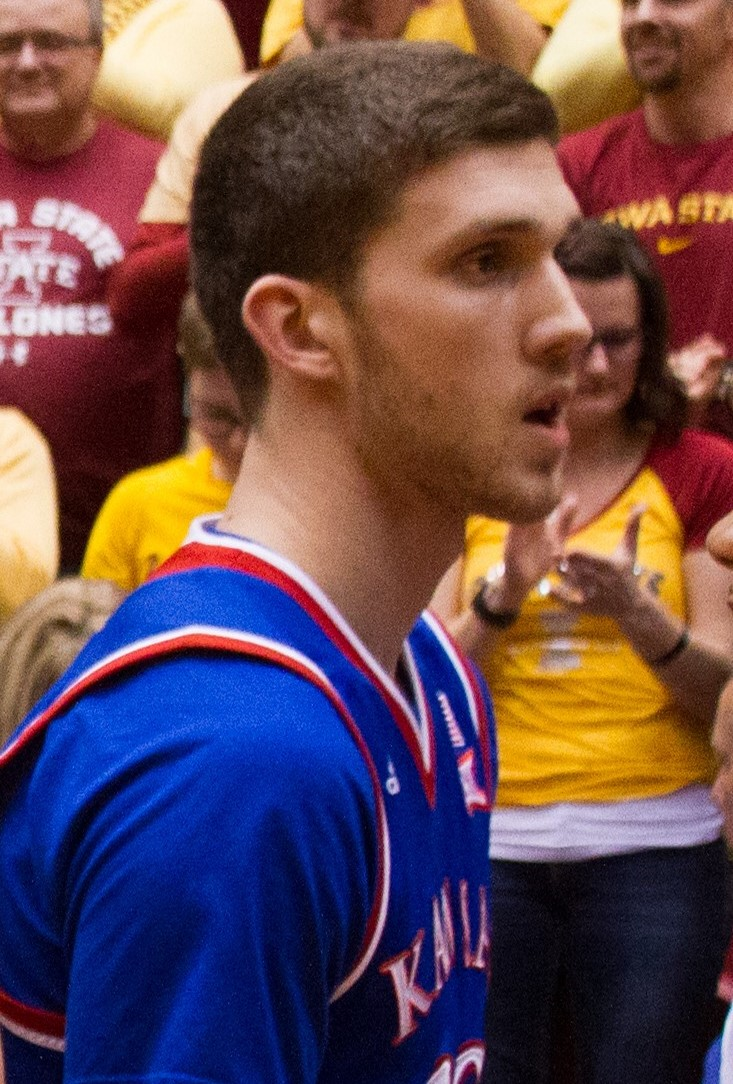
Svjatoslav Mychajljuk, 2016.

Svjatoslav Jurіjovytj "Svi" Mychajljuk (ukrainska: Святослав Юрійович Михайлюк), född 10 juni 1997 i Tjerkasy, är en ukrainsk professionell basketspelare (SF), som spelar för Utah Jazz i National Basketball Association (NBA). Han har tidigare spelat för Los Angeles Lakers, Detroit Pistons, Oklahoma City Thunder, Toronto Raptors, New York Knicks, Charlotte Hornets och Boston Celtics.
Mychajljuk draftades av Los Angeles Lakers i andra rundan i 2018 års draft som 47:e spelare totalt. År 2024 blev han NBA-mästare med Boston Celtics. 
Innan han blev proffs studerade han på University of Kansas och spelade för deras idrottsförening Kansas Jayhawks.